# Oziębłów
Oziębłów – wieś w Polsce, położona w województwie świętokrzyskim, w powiecie opatowskim, w gminie Baćkowice.
| SIMC    | Nazwa   | Rodzaj    |
| ------- | ------- | --------- |
| 0786791 | Bratków | część wsi |
| 0786800 | Kolonia | część wsi |

W latach 1975–1998 miejscowość administracyjnie należała do województwa tarnobrzeskiego.